# Blello
Blello ist eine italienische Gemeinde (comune) mit 74 Einwohnern (Stand 31. Dezember 2023) in der Provinz Bergamo, Region Lombardei. 

## Geographie
Blello liegt etwa 15 Kilometer nordwestlich der Provinzhauptstadt Bergamo und 50 Kilometer nordöstlich der Metropole Mailand.
Die Nachbargemeinden sind Berbenno, Val Brembilla und Corna Imagna.